# Zona de Fractura Mendocino

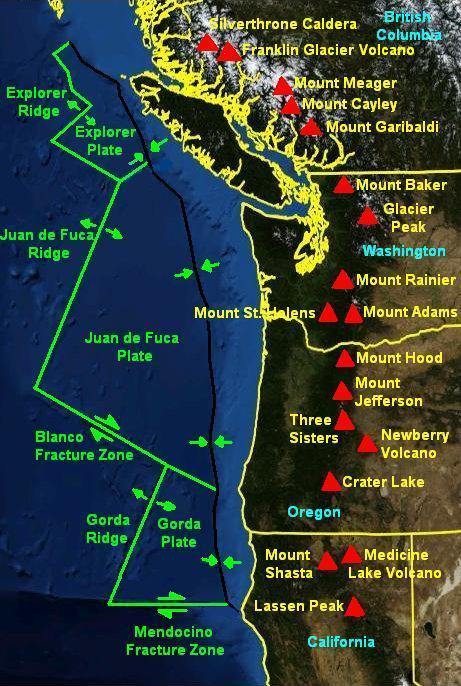
La Zona de Fractura Mendocino Fracture entre la Placa de Gorda y la Placa Pacifíca

La zona de fractura Mendocino es una zona de fractura y falla transformante cercana a la costa en el cabo Mendocino, en el norte de California. Discurre hacia el Oeste desde una triple intersección con la falla de San Andrés y la zona de subducción Cascadia al final sur de la dorsal de Gorda. Continúa al este de esta intersección, como un remanente inactivo que se extiende por algunos cientos de kilómetros.
Técnicamente una zona de fractura no es una falla transformante, pero no en el caso de Mendocino se ha aplicado de forma relajada el término al segmento activo al este de la Dorsal de Gorda al igual que al segmento al Oeste. Muchos sismólogos se refieren al segmento activo como falla de Mendocino. La parte de la falla delimita la frontera entre la Placa Pacífica, que se mueve al noreste y la Placa de Gorda, que se mueve al Este. La Placa de Gorda sufre entonces subducción bajo la placa norteamericana en Cabo Mendocino. Donde la falla de Mendocino se interesecta con la trinchera de la zona de subducción, se reúne con la falla de San Andrés. La zona, sísmicamente activa, es una la Triple Intersección de Mendocino.

## Historia
Robert W. Pease observó en 1965 que el alineamiento de la zona tectónica transversa que se extendía el monte Lassen a la Walker Lane. Marca el límite de meseta del Columbia y la meseta de Modoc con la Gran Cuenca. Donde se junta con la falla del Lago Honey se dobla hacia el noreste a través de la esquina de Nevada, a lo largo del desierto Black Rock.